# 马兰庄镇
马兰庄镇，是中华人民共和国河北省唐山市迁安市下辖的一个乡镇级行政单位。

## 行政区划
马兰庄镇下辖以下地区：
西马兰庄村、东马兰庄村、宫店子村、前裴庄村、后裴庄村、北马兰庄村、侯台子村、达峪沟村、印子峪村、刘官营村、水厂村、新水村、庄户沟村、李家沟村、柳河峪村、孟家沟村、红石崖村、首钢水厂矿社区和迁化肥厂社区。